# Enzo Andronico
Enzo Andronico (13 de mayo de 1924 – 26 de septiembre de 2002) fue un humorista y actor cinematográfico de carácter de nacionalidad italiana.

## Biografía
Su nombre completo era Vincenzo Andronico, y nació en Palermo, Italia. Tuvo una prolífica carrera teatral, cinematográfica y televisiva, actuando en más de 100 producciones. De todas maneras, la trayectoria de Andronico estuvo ligada principalmente al dúo cómico formado por los actores Franco Franchi y Ciccio Ingrassia, con los cuales trabajó en docenas de películas y shows televisivos. Antes de ello él había formado parte del grupo cómico llamado "Trio Sgambetta", del que formaba parte Ingrassia y un humorista llamado Ciampaolo.
Enzo Andronico falleció en Palermo, Italia, en 2002.

## Filmografía
| - Los inútiles (1953) - 2 samurai per 100 geishe (1962) - I due evasi di Sing Sing (1964) - 00-2 agenti segretissimi (1964) - Veneri al sole (1965) - episodio Intrigo al mare - Spiaggia libera (1965) - I figli del leopardo (1965) - I due toreri (1965) - Due mafiosi contro Goldginger (1965) - Gli amanti latini (1965) - episodio Gli amanti latini - Due mafiosi nel Far West (1965) - Veneri in collegio (1965) - Scaramouche (1965) - 002 Operazione Luna (1965) - I due parà (1965) - 2 mafiosi contro Al Capone (1966) - Come svaligiammo la Banca d'Italia (1966) - I due sergenti del generale Custer (1966) - I zanzaroni (1967) - episodio Quelli qui partono - Password: uccidete agente Gordon (1967) - Franco, Ciccio e le vedove allegre (1967) - Due rrringos nel Texas (1967) - I due figli di Ringo (1967) - Il bello, il brutto, il cretino (1967) - I barbieri di Sicilia (1967) - Come rubammo la bomba atomica (1967) - Il lungo, il corto, il gatto (1967) - I nipoti di Zorro (1968) - I 2 pompieri (1968) - Franco, Ciccio e le vedove allegre (1968) - I due crociati (1968) - I 2 deputati (1968) - Italian Secret Service (1968) - T'ammazzo!... Raccomandati a Dio (1968) - Spara, Gringo, spara (1968) - Puro siccome un Angelo papà mi fece monaco... di Monza (1969) - Franco, Ciccio e il pirata Barbanera (1969) - Eros e Thanatos (1969) - Don Franco e Don Ciccio nell'anno della contestazione (1969) - Isabella duchessa dei diavoli (1969) - I due Maggiolini più matti del mondo (1970) - Due bianchi nell'Africa nera (1970) - La moglie più bella (1970) - ...Scusi, ma lei le paga le tasse? (1971) - I due maghi del pallone (1971) - Il clan dei due Borsalini (1971) - Ma che musica maestro (1971) - El caso está cerrado, olvídelo (1971) - I due pezzi da 90 (1971) - I due assi del guantone (1971) - Storia di fifa e di coltello - Er seguito d'er più (1972) - I due gattoni a nove code... e mezza ad Amsterdam (1972) - Decameron proibitissimo (Boccaccio mio statte zitto) (1972) | - Continuavano a chiamarli i due piloti più matti del mondo (1972) - Sette orchidee macchiate di rosso (1972) - Trinità e Sartana figli di... (1972) - ¿Qué ocurrió entre mi padre y tu madre? (1972) - Alleluja e Sartana figli di... Dio (1972) - Il sergente Rompiglioni (1973) - Ku-Fu? Dalla Sicilia con furore (1973) - La vedova inconsolabile ringrazia quanti la consolarono (1974) - La signora gioca bene a scopa? (1974) - Piedino il questurino (1974) - Farfallon (1974) - Squadra volante (1974) - Innocenza e turbamento (1974) - L'eredità dello zio buonanima (1974) - Il vizio di famiglia (1975) - Una vergine in famiglia (1975) - Il sergente Rompiglioni diventa... caporale (1975) - Il giustiziere di mezzogiorno (1975) - Italia a mano armata (1976) - La dottoressa sotto il lenzuolo (1976) - La campagnola bella (1976) - Ecco lingua d'argento (1976) - Kakkientruppen (1977) - Roma, l'altra faccia della violenza (1977) - Assassinio sul Tevere (1979) - Scusi, lei è normale? (1979) - L'infermiera nella corsia dei militari (1980) - La dottoressa ci sta col colonnello (1980) - Mia moglie torna a scuola (1981) - L'onorevole con l'amante sotto il letto (1981) - I carabbimatti (1981) - La dottoressa di campagna (1981) - Chiamate 6969: taxi per signora (1981) - La poliziotta a New York (1981) - Pierino il fichissimo (1981) - La sai l'ultima sui matti? (1982) - Delitto sull'autostrada (1982) - Pierino la Peste alla riscossa (1982) - Quella peste di Pierina (1982) - W la foca (1982) - Jaleo en el hotel Excelsior (1982) - Paulo Roberto Cotechiño centravanti di sfondamento (1983) - Il diavolo e l'acquasanta (1983) - Al bar dello sport (1983) - Margot, la pupa della villa accanto (1983) - Dance Music (1984) - È arrivato mio fratello (1985) - L'ombra nera del Vesuvio (1987) - Ci hai rotto papà (1992) - Boom (1999) - I cavalieri che fecero l'impresa (2001) - Andata e ritorno (2002) |

### Series TV
- Due ragazzi incorreggibili (1976)
- Fratelli (1988)
- Classe di ferro (1989)